# Siegwerk
Siegwerk est une société Allemande productrice d'encre, principalement pour le packaging et également pour la presse.

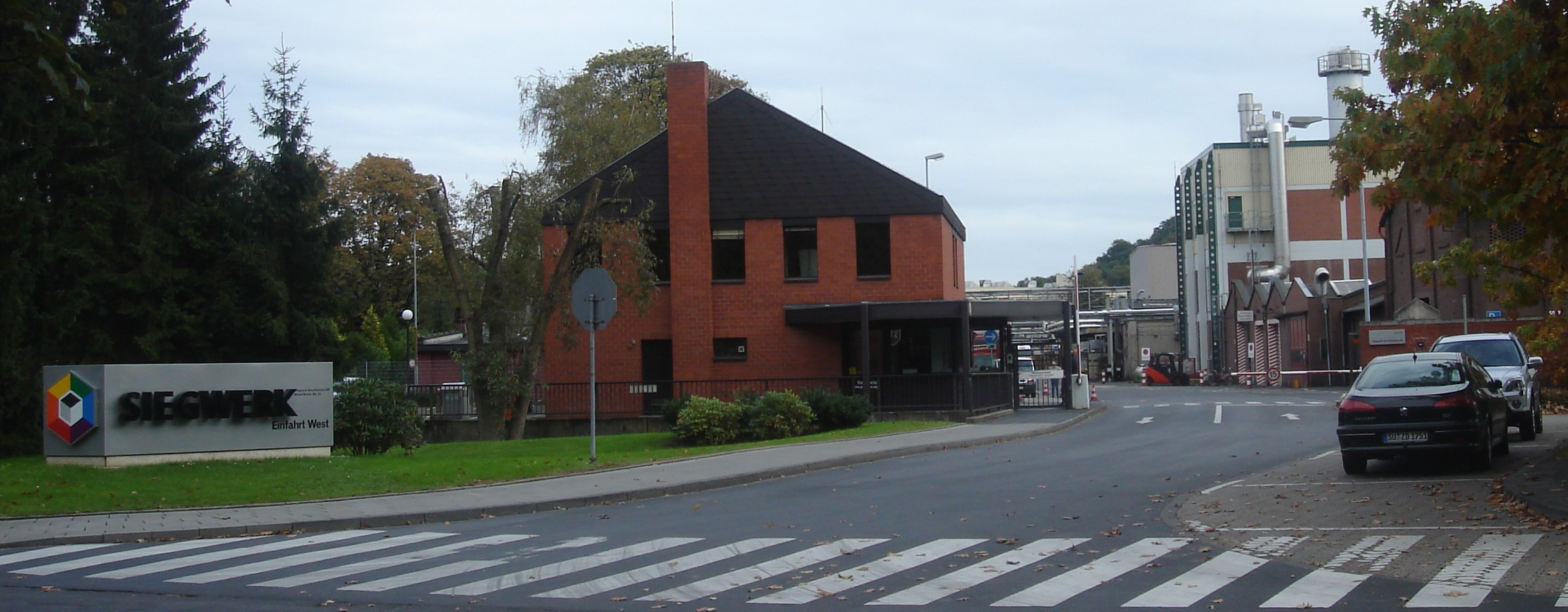
Entrée ouest du site de Siegwerk à Siegburg